# Nyakaledonienkråka
Nyakaledonienkråka eller kortnäbbad kråka (Corvus moneduloides) är en fågel i familjen kråkfåglar inom ordningen tättingar.

## Utseende och läte
Nyakaledonienkråkan är en relativt liten kråka med helt svart fjäderdräkt. Näbben är märkligt kilformad för att vara på en kråkfågel. Vanligaste lätet är en snabb, nasal och stigande ton.

## Utbredning och systematik
Fågeln återfinns enbart i skogar på Nya Kaledonien. Den behandlas som monotypisk, det vill säga att den inte delas in i några underarter.

## Levnadssätt
Nyakaledonienkråkan återfinns i de flesta miljöer, men vanligast i ursprungliga skogar. Den är omtalad för att vara bland de mest intelligenta fåglarna, eftersom den är känd för att kunna tillverka egna verktyg. Den använder kvistar för att fånga larver i trädstammar. Är en kvist den hittar inte lämplig gör fågeln om den så att larven kan nås. Larven biter i kvisten, och fågeln kan dra ut den ur trädet.

## Status
Utbredningsområdet är begränsat, men beståndet tros vara stabilt. IUCN kategoriserar arten som livskraftig.